# Дроботенко Валентина Юріївна
Валентина Юріївна Дроботенко (нар. 3 березня 1973, Донецьк, УРСР) — українська мовознавиця, педагог, кандидат філологічних наук, доцент.

## Життєпис
Валентина Дроботенко народилася 3 березня 1973 року в м. Донецьку.  У 1990–1995 роках навчалася у Донецькому державному університеті на філологічному факультеті, за спеціальністю «українська мова і література». 
У жовтні 1994 року почала працювати лаборанткою кафедри української мови Донецького державного університету. Після закінчення університету переведена на посаду асистентки спочатку кафедри української мови, а потім української філології і культури. Викладає курс ділового українського мовлення. 
25 квітня 2001 року Валентина Дроботенко захистила дисертацію на здобуття наукового ступеня кандидата філологічних наук на тему «Лексика сімейних обрядів у говірках Донеччини».  
Працювала на посаді старшої викладача кафедри української філології і культури. 
У 2012-2016 роках Дроботенко — доцентка Кафедри видавничої справи, поліграфії та редагування у Відкритому міжнародному університеті розвитку людини «Україна».
З 2016 року — доцентка кафедри української мови Інституту філології Київського університету імені Бориса Грінченка.

## Професійний і науковий інтерес
Українська мова, практична стилістика української мови, діалектологія сучасної української мови, мова засобів масової інформації, риторика, культура мовлення.

## Публікації останніх років
- Дроботенко В.Ю. Про співвідношення центру та периферії у функційно-семантичному полі персональності (на матеріалі сучасних українських ЗМІ) // Вісник Донецького національного університету. Серія Б: Гуманітарні науки. - № 1-2. – 2010. – С. 130-134.
- Дроботенко В.Ю. Основні засоби вираження абсолютної адресантності в українській публіцистиці (за матеріалами газети «Дзеркало тижня») // Світові стандарти сучасної журналістики : збірник наукових праць / МОН України. Черкаський національний університет ім. Б. Хмельницького; Інститут Медіа Права; Могилянська школа журналістики НАУКМА; відп. ред. Т.Г. Бондаренко, С.М. Квіт. − Черкаси: Видав. Чабаненко Ю., 2010. − С. 169-171.
- Дроботенко В.Ю. Категорія особи і категорія персональності: специфіка функційно-структурної ієрархії // Лінгвістичні студії : зб. наук. пр. / Донецький нац. ун-т; наук. ред. А. П. Загнітко. − Донецьк: ДонНУ, 2011. − Вип. 22. − С. 101-104.
- Дроботенко В.Ю. Методичні рекомендації до модульного контролю з дисципліни «Українська мова в ЗМІ» (І семестр) за спеціальністю «Журналістика» (за напрямом 0302) : навч.-метод. посібник // Донецьк: ФОП Дмитренко, 2011. – 40 с.
- Дроботенко В.Ю. Українська мова в ЗМІ: Практикум. Частина І : навч. посібник // Донецьк: ФОП Дмитренко, 2011. − 256 с.
- Засоби вираження ритуальної та інклюзивної адресантності в українській публіцистиці [Архівовано 29 жовтня 2019 у Wayback Machine.] // Стиль і текст : науковий збірник / за ред. В. В. Різуна; Інститут журналістики КНУ імені Т. Шевченка. – К., 2012. – Вип. 13. – С. 81-85.

## Доробок
- Словник родинної обрядової лексики східностепових українських говірок // Лінгвістичні студії: Зб. наук. праць. Випуск 2 / Укл.А.П.Загнітко (наук. ред.) та ін. − Донецьк: ДонДУ, 1996. − С.264 − 269 (у співавторстві з Омельченко З.Л.)
- До питання про мову юридичних документів (на прикладі протоколу судового засідання)// Українська мова. теорія і практика: Матеріали міжвузів. наук.-практ. конф. − Донецьк: ДонДУ, 1997. − С.66 − 67.
- Семантика назв весільного хліба у східностепових говірках// Лінгвістичні студії: Зб. наук. праць. Випуск 3 / Укл. Анатолій Загнітко (наук. ред.) та ін. − Донецьк: ДонДУ, 1997. − С.155 − 158.
- Поховальний обряд на Донеччині: елементи обряду та їх назви// Семантика і прагматика граматичних структур: Зб. наук. праць / Ред. кол.: А.Загнітко (наук. ред.) та ін. − Донецьк: ДонДУ, ІЗМН, 1998. − С.125 − 135.
- Взаємозумовленість матеріальної культури і лінгвістичної системи на її позначення// Франція та Україна, науково-практичний досвід у контексті діалогу національних культур. V Міжнародна конференція. Том 2. Тези доповідей: В трьох частинах. Ч.І. − Дніпропетровськ: Арт-Прес, 1998. − С.30 − 32.
- Назви осіб-учасників весільного обряду в східностепових говірках// Лінгвістичні студії: Зб. наук. праць. Випуск 4 / Укл. Анатолій Загнітко (наук. ред.) та ін. − Донецьк: ДонДУ, 1998. − С.216 − 219.
- Словник Східностепові українські говірки// Наук.-навч.посібник. - Донецьк: ДонДУ, 1998. – 114 с. (С.103 − 114) (лист МОН України№ 696 від 19.05.98 р.) (у співавторстві з Омельченко З., Фроляк Л. та ін.)
- Назви осіб-учасників родильного обряду в східностепових говірках// Вісник Донецького університету. Серія Б: Гуманітарні науки. – № 2. − 1998. – С.202 − 206.
- Вплив православної культури на структуру поховального обряду на Донеччині// Материалы Международной научной конференции «Третьи Дионисиевские чтения. Дионисий Ареопагит и проблемы греко-славянской культуры». − Донецк: ДонГУ; ДИСО, 1999. − С.30 − 31.
- Функціонування лексем на позначення окремих елементів родильного обряду на Донеччині// Лінгвістичні студії: Зб. наук. праць. Випуск 5 / Укл. Анатолій Загнітко (наук. ред.) та ін. − Донецьк: ДонДУ, 1999. − С.272 − 275.
- Ареальне варіювання лексики родильного обряду на Донеччині// Лінгвістичні студії: Зб. наук. праць. Випуск 6 / Укл. Анатолій Загнітко (наук. ред.) та ін. − Донецьк: ДонДУ, 2000. − С.255 − 265.
- Весільнообрядова лексика східностепових говірок у зіставленні з офіційно-діловою лексикою укладання шлюбу// Матеріали Всеукраїнської наукової конференції «Лінгводидактичні основи вивчення української мови студентами неспеціальних факультетів. − Донецьк: ДонНУ, 2000. − С.68 − 74.
- Ареальна характеристика назв осіб-учасників весільного обряду// Волинь − Житомирщина. Історико-філологічний збірник з реґіональних проблем. − № 6. − Житомир: Ред.-видавн.відділ Житомирського державного педагогічного університету ім. І.Франка, 2001. − С.202 − 208.
- Обряд хрещення на Донеччині: реалемний план та вербальні компоненти обряду// Вісник Луганського державного педагогічного університету ім. Т.Шевченка. Філологічні науки. – № 12. − 2001. – С.102 − 110.
- Темпоральна лексика східностепових говірок у контексті сімейної обрядовості// Восточноукраинский лингвистический сборник: Выпуск седьмой. Сборник научных трудов // Редколлегия: Е.С.Отин (отв.ред.) и др. − Донецк: Донеччина, 2001. − С.243 − 255.
- Лексика сімейних обрядів у говірках Донеччини : Автореф. дис... канд. філол. наук / В. Ю. Дроботенко . – 2001 . – 24 с.
- Предпогребальный период погребального обряда: его вербализация и реалемный план в говорах Донецкого региона// Вопросы региональной лингвистики. Сб. науч. тр., посвят. памяти проф. Л.М.Орлова / Науч. ред. и сост. Р.И.Кудряшова. − Волгоград: Перемена, 2002. − С.185 − 198.
- Інтерактивні методи навчання на уроках з української мови за професійним спрямуванням// Збірник доповідей науково-практичної конференції Донецького національного університету «Оптимальне педагогічне спілкування в умовах гуманізації освіти» / За ред. проф. Сторожева В.І. − Донецьк: ТОВ «Норд Компьютер», 2004. − С.181 − 186.
- Орфографічний практикум. Збірник вправ та завдань. Навч.посібник// Донецьк: ДонНУ, 2004. − 63 с. (у співавторстві із Сушинською І.М.)
- Посібник з культурології: конспекти лекцій, завдання, ілюстрації до тем. Частина І: Навч. посібник// Донецьк, 2005. − 113 с. (С.70 − 83) (у співавторстві з Лукаш Г.П. та ін.)
- Взаємозв'язок аудиторних очікувань і медіапрактики// Українська журналістика: умови формування та перспективи розвитку: Зб. наук. пр./ МОН України. Черкаський нац. ун-т ім. Б.Хмельницького; Відп. ред.: С.М.Квіт, Т.Г.Бондаренко. − Черкаси, 2007. − С.319 − 322.
- Активізація навчальної і творчої діяльності студентів під час проведення лекційних і практичних занять// Сучасні проблеми якості освіти // збірник доповідей регіональної науково-практичної конференції Донецького національного університету / За редакцією проф. В. І. Сторожева. − Донецьк: Вид-во ДонНУ, 2007. − С.287 − 294.
- Я-автор та його функції у журналістських текстах// Вісник Донецького університету. Серія Б: Гуманітарні науки. – № 1. − 2008. – С.83 − 87.
- Персональність − особовість: особливості вияву в мові ЗМІ// Науковий вісник Херсонського державного університету. Серія «Лінгвістика»: Збірник наукових праць. Випуск VII. – Херсон: Видавництво ХДУ, 2008. – С.214 − 218.
- Роль авторського «Я» у ЗМІ// «Східнослов'янська філологія: Від Нестора до сьогодення»: Матеріали Міжнародної наукової конференції. − Горлівка: Видавництво ГДПІІМ, 2008. − С.41 − 42.
- Особливості семантико-синтаксичної категорії особовості / безособовості// Збірник наукових праць Харківського національного педагогічного університету імені Г.С.Сковороди «Лінгвістичні дослідження»: зб. наук. пр. − Харків, 2009. − Вип. 27. − С.156 − 163.
- Простір публіцистичного тексту: мовна особистість і образ автора// Східнослов’янська філологія: зб. наук. пр. Сер. Мовознавство. − Горлівка: Вид-во ГДПІІМ, 2009. − Вип. 17. − С.11 − 19.
- Про співвідношення центру та периферії у функційно-семантичному полі персональності (на матеріалі сучасних українських ЗМІ)// Вісник Донецького національного університету. Серія Б: Гуманітарні науки. – № 1-2. − 2010. – С.130 − 134.
- Основні засоби вираження абсолютної адресантності в українській публіцистиці (за матеріалами газети «Дзеркало тижня»)// Світові стандарти сучасної журналістики: збірник наукових праць / МОН України. Черкаський національний університет ім. Б.Хмельницького; Інститут Медіа Права; Могилянська школа журналістики НАУКМА; відп. ред. Т.Г.Бондаренко, С.М.Квіт. − Черкаси: Видав. Чабаненко Ю., 2010. − С.169 − 171.
- Категорія особи і категорія персональності: специфіка функційно-структурної ієрархії// Лінгвістичні студії : зб. наук. пр. / Донецький нац. ун-т; наук. ред. А.П.Загнітко. − Донецьк: ДонНУ, 2011. − Вип. 22. С.101 − 104.
- Методичні рекомендації до модульного контролю з дисципліни «Українська мова в ЗМІ» (І семестр) за спеціальністю «Журналістика» (за напрямом 0302): Навч.-метод. посібник // Донецьк: ФОП Дмитренко, 2011. – 40 с.
- Українська мова в ЗМІ: Практикум. Частина І: Навч. посібник// Донецьк: ФОП Дмитренко, 2011. − 256 с.
- Засоби вираження ритуальної та інклюзивної адресантності в українській публіцистиці// Стиль і текст : науковий збірник / за ред. В.В.Різуна ; Інститут журналістики КНУ імені Тараса Шевченка. – К., 2012. – Вип. 13. – С. 81 – 85.